# Agüeinit
Agüeinit, també coneguda com a Agounit, Aghounit, Aghoueinit, Agueinit, Agwenit, Agwanit, Agüenit, Aguanit (àrab: أغوانيت, Aḡwānīt; amazic: ⴰⵖⵡⵉⵏⵉⵜ) és una vila del Sàhara Occidental a pocs quilòmetres a l'oest de la frontera amb Mauritània, 72 kilòmetres al sud-oest de Fderik, en la zona externa del mur marroquí controlada pel Front Polisario, coneguda com a Zona Lliure i sota jurisdicció de la República Àrab Sahrauí Democràtica. Marroc l'ha integrat com a comuna rural a la província d'Auserd, a la regió de Dakhla-Oued Ed-Dahab.
Té un hospital que utilitza l'energia solar, construït gràcies als ajuts d'ONGs de Vitòria. També té un pou dessalat amb una capacitat hídrica diària de 40.000 litres. També consta d'escola i mesquita.
Als camps de refugiats saharians de Tindouf, a Algèria, és una daira de la wilaya d'Auserd al Sàhara Occidental. És el cap de la 7a Regió Militar de la República Àrab Sahrauí Democràtica.

## Infraestructura
El 7 de juny de 2006, i durant les celebracions del 30 aniversari del Dia del Màrtir, que commemoren la mort en combat de Mustafà Said Al-Uali, el primer president de la RASD, Mohamed Abdelaziz, president de la RASD, va inaugurar un hospital, construït amb l'ajuda del govern basc, un centre de dessalinització, construït amb l'ajuda del govern d'Andalusia, una escola i l'ajuntament d'Agwenit.

## Política
El maig de 2000 el Front Polisario va celebrar el 27è aniversari de l'inici de la lluita armada amb una desfilada militar a Agüeinit.
El juny de 2006, durant les celebracions del 30è aniversari del Dia del Màrtir, la ciutat va ser l'amfitrió de la conferència anual de les comunitats sahrauís a l'exterior (diàspora sahrauí).

## Agermanaments
- Amurrio
- Busturia
- Campiglia Marittima
- Gatika
- Lapuebla de Labarca
- Mallabia
- Motril
- Poggio a Caiano
- Ponsacco
- Portoferraio
- Reinosa
- Rignano sull'Arno
- Quarrata
- Puçol
- Tres Cantos